# Килгур, Фредерик Гридли
Фредерик «Фред» Гридли Килгур (англ. Frederick «Fred» Gridley Kilgour) (6 января 1914, Спрингфилд, Массачусетс, США — 31 июля 2006, Чапел-Хилл, Северная Каролина, США) — американский библиотекарь, писатель, учёный, Профессор университета Северной Каролины (1990), Отец «OCLC» и WorldCat.

## Биография
Родился 6 января 1914 года в Спрингфилде в семье Эдварда Фрэнсиса и Лилиан Пайпер Килгур. После окончания средней школы поступил в Гарвардский университет, где после его окончания продолжил обучение на бакалавриате и магистратуре и получил обе учёные степени, при этом степень бакалавра он получил в области химии. Далее учился в Библиотечной школе при Колумбийском университете. В 1942 году он был мобилизован в армию в связи со Второй мировой войной, но находился в запасе и поэтому в активных боевых действиях не принимал участия, ему было присвоено звание лейтенанта. В 1948 году был избран директором медицинской библиотеки при Йельском университете, данную должность он занимал вплоть до 1965 года. В эти годы он также приобщился к литературной деятельности, написав ряд рассказов и повестей, а также читал лекции по библиотековедению, истории науки и техники. Начиная с 1960-х годов занимался внедрением проектов автоматизации библиотечных процессов в медицинских библиотеках Гарвардского, Йельского и Колумбийского университетов. В 1967 году основал OCLC и был избран её директором, данную должность он занимал вплоть до 1980 года. В 1981 году ушёл на пенсию, но продолжил активно сотрудничать с OCLC в качестве члена попечительского совета вплоть до 1995 года. Несмотря на нахождение на пенсии, в 1990 году он устроился на работу в Университет Северной Каролины и преподавал там вплоть до 2004 года.  По состоянию на сегодняшний день, созданная им самим OCLC работает и развивается, в его штате числятся 1200 сотрудников, офисы располагаются в 7 странах мира. Также был известен как основатель крупнейшей на сегодняшний день библиографической базы данных WorldCat.
Скончался 31 июля 2006 года в Чапел-Хилле.

### Личная жизнь
В 1940 году Фредерик Килгур женился на Элеонор Маргарет Бич.

## Научные работы
Основные научные работы посвящены развитию OCLC и WorldCat. Автор 205 научных работ.

## Членство в обществах
- 1982-2006 — Член Американской библиотечной ассоциации.

## Награды и премии
- 1978 — Премия Мелвила Дьюи за значительный вклад в развитие библиотековедения.

## Книги
- Frederick G. Kilgour. The Evolution of the Book. — New York: Oxford University Press, 1998. — 192 с. — ISBN 978-0-19-511859-9.